# Jiří Pražák (archivář)
Jiří Pražák (16. prosince 1926, Praha – 25. října 2002) byl český archivář, publikoval práce o paleografii, diplomatice a kodikologii.
Narodil se v rodině právníka a ministerského úředníka, jeho bratr byl literární historik Emil Pražák. Absolvoval Filosofickou fakultu Univerzity Karlovy a poslední kurz Státní archivní školy, v roce 1951 obhájil titul PhDr. (s prací o městských knihách). Po studiu nastoupil do Archivu ministerstva vnitra, kde zůstal do roku 1959 (po roce 1954 v Státním ústředním archivu), poté nastoupil do Archivu ČSAV, zde působil v Komisi pro soupis a studium rukopisů (v podstatě až do své smrti).
Publikoval zejména důležitou metodickou práci (ze své studijní práce) O methodě diplomatického studia městských knih, z jeho práce v Archivu ministerstva vnitra vznikla zejména práce o pamětních zápisech, dále několik katalogů listin. V ČSAV publikoval texty o paleografii (o vzniku české bastardy a listinné kurzívy, zabýval se i klasifikací písma), dále se zasloužil o konstituování kodikologie jako svébytné vědy v českém prostředí (mimo jiné má hlavní podíl na Zásadách popisu rukopisů vydaných roku 1983).